# كريم سعيد عثماني
كريم سعيد عثماني مغربي يعيش بشكل غير قانوني في مونتريال منذ عام 1995، ويكنى بأبو هشام، قيل أنه مزور للوثائق لدى جماعة الجيش الإسلامي، وشارك شقة مع أحمد رسام.
سافر كريم سعيد عثماني إلى البوسنة عدة مرات، وكان يحمل جوازات سفر بوسنية ومغربية. ولقد قاتل في البوسنة في لواء عربي بقيادة عبد القادر مختاري، أحد المحاربين القدامى الآخرين في الجماعة الإسلامية المسلحة. وادعى إيفان كولمان أنه، بالإضافة إلى ذلك، إنه كلف رسميًا في عامي 1994 و 1995، بتنظيم نقل المقاتلين الأجانب إلى البوسنة من نقاط انطلاق في ميلانو وأماكن أخرى في أوروبا.
وفقا لكولمان، بعد توقيع اتفاقات دايتون، في البوسنة، من عام 1995، إلى وقت القبض عليهِ في عام 1999، ولقد شغل كريم عثماني أدوار دعم رئيسية في الجماعة.
ادعى إيفان كولمان أنه كان «الرجل الأيمن» لحركة فتح كامل، وكان أيضًا قريبًا من أبو المعالي. وفقًا لكولمان، عثرت الشرطة الإيطالية على أدلة لإجراء مكالمات هاتفية بين عثماني وأبو المعالي، عندما داهموا معهد ميلان الثقافي الإسلامي. خلال غارة على مكتب الشيخ أنور شعبان في عام 1995، فوجدوا جواز سفر مزور يحمل صورة كريم عثماني.
وقبض عليهِ في عام 1999 من قبل الشرطة الملكية الكندية في نياجرا على البحيرة، جنبا إلى جنب مع زميل يعتقد أنه كان يهرب الأسلحة.
بعد إدانته بالتواطؤ مع أسامة بن لادن من قبل محكمة فرنسية، أُطلق سراحه مبكراً بسبب سلوكهِ الجيد. واتهم في عام 2015 بمساعدة المهاجرين من خلال توفير جوازات سفر مزورة.